# 莫爾塔瓜
40°26′N 8°14′W / 40.433°N 8.233°W

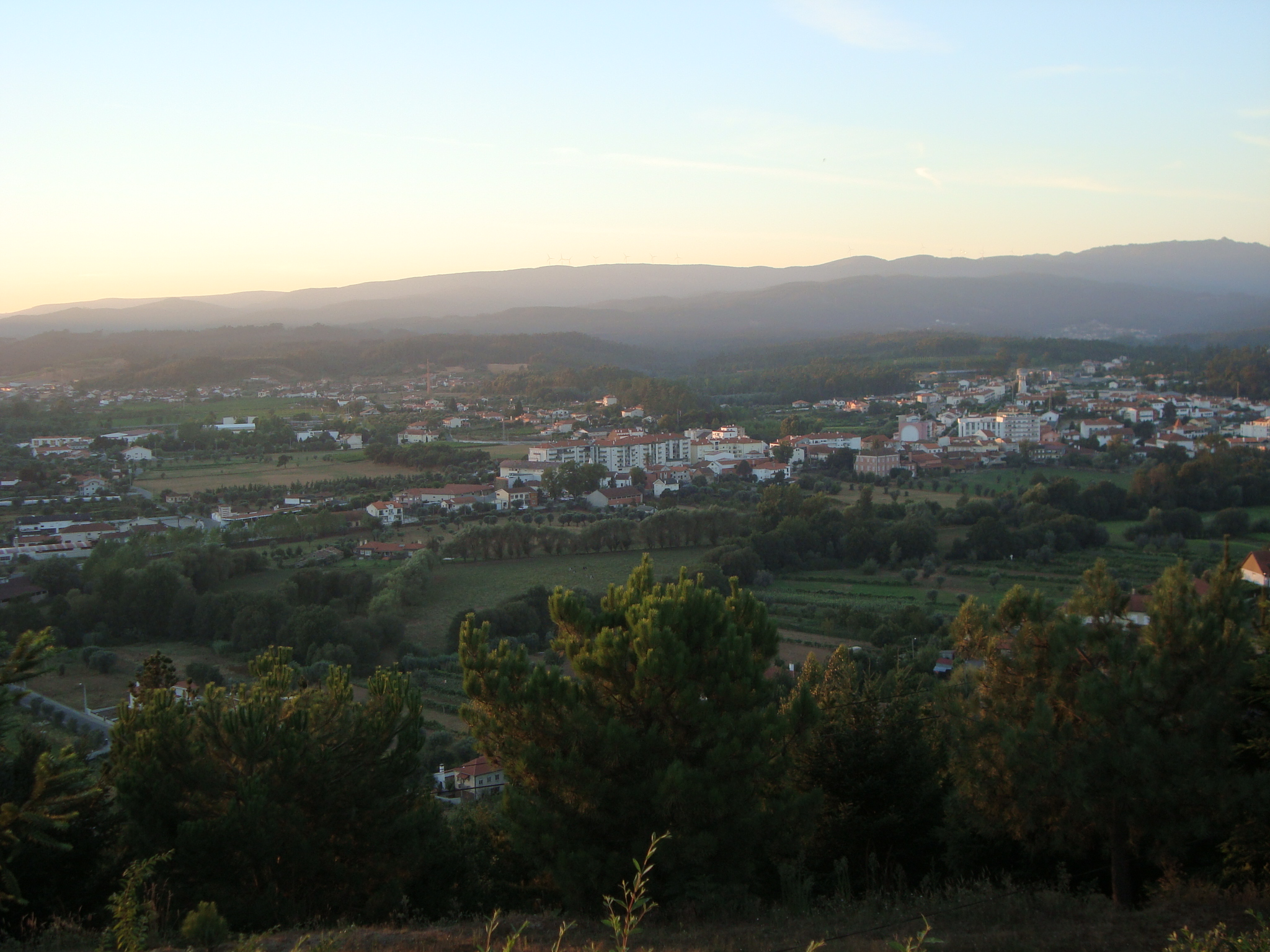

莫爾塔瓜（葡萄牙語：Mortágua），是葡萄牙的城鎮，位於該國中北部，由維塞烏區負責管轄，始建於1192年，面積251.18平方公里，2011年人口9,607，人口密度每平方公里38.25人。